# Adam Jones
Adam Thomas Jones (15 de janeiro de 1965, Park Ridge, Illinois), é um artista plástico (escultor e maquiador de efeitos especiais), compositor, diretor-visual, fotógrafo amador (nas horas vagas) e músico norte-americano, vencedor do Prêmio Grammy por quatro vezes como guitarrista na banda de rock progressivo, Tool. Jones foi classificado como o 75º melhor guitarrista de todos os tempos pela revista Rolling Stone e como o 9º dentre os 100 maiores guitarristas de metal de todos os tempos pela revista Guitar World. A Jones é creditada a maioria dos clipes de Tool.

## Biografia

### Primeiros anos
Jones nasceu em Park Ridge, Illinois, e foi criado em Libertyville, Illinois. Foi aceito no método Suzuki, e continuou a tocar violino durante sua juventude, no colegial. Então, começou a tocar baixo acústico por três anos numa orquestra.
Além de tocar música clássica, Jones tocou baixo na banda Electric Sheep, com Tom Morello da banda Rage Against The Machine, até Jones se mudar para a Califórnia (Morello em breve também se mudou). De acordo com os dois, a banda era decerto impopular. Jones nunca recebeu lições tradicionais de guitarra, mas, ao invés disso, aprendeu de ouvido.

### Obra cinematográfica
Jones recebeu a oferta de uma bolsa numa escola de cinema, mas a recusou e decidiu se mudar para Los Angeles, Califórnia, para estudar arte e escultura. Seu foco de interesse se deslocou para o cinema, e ele começou a trabalhar como escultor e designer de efeitos especiais, onde aprendeu as técnicas de câmera-lenta que posteriormente aplicaria nos clipes de Tool, como "Sober" (no qual colaborou com Fred Stuhr), "Prison Sex", "Stinkfist", "Ænema", "Schism", "Parabola" e "Vicarious". Ele se formou em 1987.
Após se formar, passou a trabalhar na Rick Lazzarini Loja de Caracteres (Rick Lazzarini's Character Shop). Durante os próximos dois anos, trabalhou em monstros para shows de televisão. Projetou e fabricou uma maquiagem da Morte e uma cabeça de zumbi sobre um prego (posteriormente usada em Os Caça-Fantasmas 2), dentre outros. Depois disso, foi para a Stan Winston Oficina de Efeitos Especiais (Stan Winston's Special Effects Workshop), onde trabalhou em Predador 2 (Predator 2), esculpindo um crânio de design único e original para o interior da nave do alienígena.
Jones trabalhou em vários outros grandes filmes em Hollywood, fazendo maquiagem e cenografia, incluindo Parque dos Dinossauros 2 (Jurassic Park 2), O Exterminador do Futuro 2 (Terminator 2: The Judgment Day), Dança com Lobos (Dances With Wolves) e Os Caça-Fantasmas 2 (Ghostbusters 2). Fez a maquiagem "Freddy Krueger no útero" para A Hora do Pesadelo Pesadelo 5 (A Nightmare On Elm Street 5: The Dream Child), assim como também trabalhou em A Hora do Pesadelo 4 (A Nightmare On Elm Street 4: The Dream Master).
Também trabalhou em comerciais para molho de salada (nunca foram ao ar), marcha olímpica (maquiagem de Albert Einstein) e da Duracell.

### Carreira musical
Veja o artigo principal Tool
Jones também fez tour com Jello Biafra/The Melvins e contribuiu para o álbum Never Breathe What You Can't See e Sieg Howdy!. Jones e o guitarrista e vocalista dos Melvins, Buzz Osborne, são amigos íntimos. Jones também aparece no álbum dos Melvins Hostile Ambiente Takeover, em Pigs of Romam Empire, dos Melvins/Lustmord, e no álbum Wavering Radiant da banda Isis.
No seriado Mr. Show, ele aparece como o guitarrista fictício da banda Puscifer juntamente com seu amigo de banda, Maynard James Keenan, e Jones também pode ser visto na plateia sentado a uma mesa com Keenan, no primeiro episódio da série.

### Estilo ao tocar
Jones é conhecido por não se utilizar de nenhuma técnica particular de guitarra, mas por preferir combinar diferentes técnicas como "alternadamente usar de cordas e ruídos fortes, arpejos chiming, padrões de ritmo off-beat e um minimalismo decerto tranquilo". Em Lateralus e 10,000 Days ele fez uso gritante de triplets (tercinas). Outras técnicas usadas para expandir o repertório da banda requerem formas de experimentação instrumental, como, por exemplo, na música "Jambi", em que ele usa uma talkbox. Na música "Third Eye" ele se utiliza de escorregar a guitarra para a abertura. Ele tem dois sintetizadores, listados abaixo na seção de efeitos. Ao vivo, Adam pode ser visto com uma larga pedaleira repleta de efeitos, incluindo um pedal equalizador DOD FX-40B, um flanger Boss BF-2, um delay Line 6 DL-4, e em microamplificador MXR, dentre outros.

### Arte visual
Jones criou a arte de revestimento para o relançamento do álbum Giving Birth To A Stone, da banda Peach, na qual o baixista Justin Chancellor (atual Tool) tocou baixo. Jones ajudou Green Jellÿ com suas fantasias.
Em 2007, recebeu o Prêmio Grammy de "Melhor Gravação" como diretor de arte pelo seu trabalho em 10,000 Days.
Adam veio com o layout da maquiagem que os atores utilizaram nos clipes de Schism e Parabol/Parabola.
Em seu tempo livre, Adam pratica fotografia e utiliza tais fotos nas apresentações ao vivo de Tool.
Adam desenha suas próprias histórias em quadrinhos, um hábito que ele desenvolveu ainda jovem, manipulando suas ideias no papel em formato 2D.

### Vida pessoal
Em 1999, Jones se casou com a cantora e atriz Camella Grace.
Adam tinha um cachorro, um pastor dinamarquês, chamado Eon. Mas de acordo com uma entrevista com Danny Carey, baterista da banda e amigo, Eon adoeceu de câncer e morreu. Adam dedicou a canção Eon Blue Apocalypse à memória dele. O atual cachorro de Adam, da mesma raça, chamava-se Diablo, mas morreu em 3 de dezembro, após lutar contra bronquite. Ele e sua ex-esposa têm grande amor por essa raça de cães.
Ele apareceu na edição de abril da revista Guitar World com Kirk Hammet do Metallica. Os dois guitarristas estavam na capa da revista.

## Equipamento

### Guitarra
Jones usa a Gibson Les Paul Silverburst Customs, da qual é proprietário de cinco. Sua principal Les Paul tem um ornamento no cabeçote, parecendo ser um espelho azul, que abrange a usual fenda embutida pela qual as Gibson Les Paul Customs são conhecidas. Outra de suas Silverbursts é um modelo 1981 e (como descrito pelo próprio Jones em uma entrevista em 2001 para a revista Australian Guitar) tem um parafuso "sem graça" que Jones não remove porque pode prejudicar o tão original som da guitarra (esta guitarra e seu parafuso podem ser claramente vistos duas vezes na capa da referida revista Guitar World). Depois de fazer essas Les Paul Silverburst no final dos anos setenta e início dos anos oitenta, a fabricante Gibson não continuou a usar este acabamento devido a reclamações sobre a descamação do metal mudar o tom da guitarra. Jones diz que, para ele, esse tom alterado é o que o atrai.
Em uma entrevista em março de 1994 para a revista Guitar School, Adam disse: "Eu uso guitarras Gibson; prefiro a Les Paul Custom. É uma guitarra preta com uma rajada esverdeada no meio. Eles fizeram durante só dois ou três anos. Acho que muita gente reclamou que o acabamento metálico afetava o som. É exatamente por isso que gosto de tocá-la. Tenho pickups Seymour Duncan, e não consigo tirar o mesmo som com qualquer outra guitarra, nem outra Gibson, sem esse acabamento. Tenho cinco delas. Eu compraria outra se encontrasse". Adam admitiu que suas guitarras são personalizadas, mas a natureza exata dessas personalizações é mantida em segredo.
Ele declarou, em 2001, que suas pickups eram "hot-wired" e que não diria nada além disso. Jones admitiu que a fricção das cordas Gibson é de calibre pesado. Tocando ao vivo, Jones também usa um acabamento natural Les Paul quando toca as músicas "Prison Sex" e "Parabol/Parabola", que estão nas afinações BADGBE e BEDGBE, respectivamente. Quando no estúdio, Jones disse que tem usado outras guitarras, mencionando uma Gibson SG e uma guitarra acústica Guild, dentre outras. Há rumores de que ele usou uma Fender Telecaster para gravar "Right In Two" no álbum 10,000 Days, e uma Fender Stratocaster para gravar "Pushit".

### Amplificadores
Os amplificadores que Jones usa para criar seu tom original são incertos, já que ele e a banda são conhecidos por espalhar informações falsas sobre si mesmos e suas músicas. O que se sabe ao certo é que ele usa vários amplificadores simultaneamente. Dos amplificadores que tem usado, dois se mantiveram constantes desde 1995 e podem ser considerados como o "núcleo" do seu som. Estes amplificadores são um Marshall Super Bass 1976 e um Diezel VH4 Blueface 1995; os modelos Blueface foram feitos de 1994 a 1997, tendo menos "presença" e um tom mais "obscuro" do que os atuais Silverface que são feitos.
O Marshall é seu amplificador mais antigo, e foi provavelmente o mais usado nas gravações de Tool, em todo o percurso do EP Opiate. Adam afirmou que este amplificador é um dos do tipo "non-master volume" e que tem dois canais ligados entre si. Ele mantém este amplificador "no congelador" quando não o está utilizando para ajudar na sua preservação. O Diezel tem estado nas suas instalações de estúdio e ao vivo desde 1994, pelo menos, e este é um amplificador alemão de quatro canais. Desde 1994 até o fim dos anos noventa, Adam pôde ser visto ao vivo utilizando um amplificador Mesa/Boogie Dual Rectifier de dois canais como um terceiro amplificador. Em algumas entrevistas daquele período, Jones confirmou que era um Dual Rectifier.
Mais recentemente, o Mesa/Boogie não apareceu nos palcos e parece ter sido substituído por outro amplificador VH4, mais atual. O novo modelo dos VH4 tem uma superfície prata (silverface) e é diferente em expressão e circuitos, quando comparado aos de superfície azul (blueface). Durante alguns shows, o "estado de prontidão" do Diezel azul permanece claramente iluminado para a duração da performance, de modo que o amplificador está, sem dúvida, ligado e sendo usado em todos os outros shows.
Outros amplificadores mencionados por Adam incluem um Sunn Beta Lead que ele afirma, numa entrevista em 2001, ter usado no lugar do Mesa/Boogie durante as gravações. Mais recentemente, Jones falou sobre ter usado amplificadores Bogner, Rivera e Peavy no estúdio, assim como seu Marshall e seu Diezel. Ele parece sempre usar gabinetes Mesa/Boogie com seus amplificadores. A única exceção aí é um gabinete Marshall que sempre é visto sob seu amplificador de mesma marca.
Lateralus pode ter sido gravado com o amplificador Diezel, juntamente com o amplificador Marshall para contra-baixo. Adam fez referências a um cabeçote Sunn e pode ter também usado seu Mesa/Boogie Rectifier no estúdio. Na época da principal turnê de Lateralus, o único equipamento Mesa/Boogie à vista foi o Mesa Rectifier Standard de dois gabinetes.
Uma entrevista da Mixonline.com com Joe Barresi e Bod Ludwig discute com grandes detalhes os equipamentos e instalações de Adam para o álbum 10,000 Days. Quando discutindo os amplificadores, Barresi mencionou os famosos Marshall e Diezel de Adam, um Mesa/Boogie, um Bogner Uberschall, um Rivera Knucklehead Reverb, e "vários outros". Numa entrevista para a revista Guitar World, Adam também menciona um amplificador Peavy não especificado, que provavelmente é um dos "vários outros" que Barresi mencionou. Em se tratando do uso de gabinetes, Barresi disse que os Mesa/Boogie são mais usados por causa de sua resposta final mais baixa. O amplificador Marshall vai além do seu gabinete e o amplificador Rivera também vai além do seu.
Barresi continua com a descrição do sinal da cadeia de controle (signal chain of tracking). Ele diz que Adam tocaria através de determinados efeitos e, assim, mandaria o sinal para um separador (splitter). O som, então, iria por de três para cinco amplificadores. O Marshall e o Diezel ganhariam sua própria trilha, cada um, e uma terceira trilha seria um mix dos outros amplificadores (geralmente Bogner e Rivera). Cada gabinete teria no mínimo três microfones ligados neles. A marca de amplificadores Rivera também declarou em seu site que Jones tem usado um modelo Rivera Knucklehead Rev Mick Thompson nas gravações.
É importante ressaltar que Adam não muda os canais no seu VH4. Ele usa somente o canal 3 quando toca ao vivo. Todas as mudanças na intensidade estão na sua escolha, no seu botão de volume, ou (recentemente) no volume do pedal. Ainda, outro ponto para se mencionar sobre o equipamento ao vivo de Adam é que ele usa gabinetes Mesa/Boogie 4x12 Stiletto com um lado em linha reta, e caixas de som inclinadas que têm uma aba pairando por sobre elas. Eles são identificáveis pelo cinza da canalização ao redor dos gabinetes, em oposição à canalização preta usada no gabinete Mesa/Boogie 4x12 Standard Recto.

### Os tons de Jones
De acordo com uma entrevista para a revista Guitar School, em 1994, Jones afirmou que ele fortemente reprovou usar pedais de efeito. Durante esse tempo, ele usou apenas dois pedais, um equalizador e um delay, em parte pela confiabilidade de simples instalações ao vivo. Ele é conhecido pelo súbito uso do "wah-wah", apenas para criar um tom ligeiro e dobras de timbre. Há ainda um velho Flanger Ibanez e um Digital Delay muito presentes em Ænima e Lateralus. O flanger é definitivamente o grampo do seu tom ao vivo. Adam executa estes dois pedais logo à frente dos amplificadores como opostos aos efeitos loop.
Na edição de abril de 2006 da revista Guitar World, Jones revelou que usava o pedal de efeitos Gig-FX Chopper. Ele mencionou ainda que tinha muitos pedais modificados, e que usava um pedal de volume alterado para controlar a força de alguns efeitos. Um novo pedal Ernie Ball Standard Volume é claramente visível na sua instalação de palco. Ele também afirmou que usa um Foxx Tone Machine Reissue e uma caixa de conversa Heil na música "Jambi", que aprendeu a usar com a ajuda de Joe Walsh. Adam usou um microfone "pipe-bomb" para a gravação da música "Rosetta Stoned", que é um captador sonoro de guitarra envolto o qual se acredita ser um pedaço de tubo de metal fixado em cada extremidade, assemelhando-se a uma bomba caseira.
Jones também usa um Dunlop CryBaby BB-535 Wah. Numa entrevista recente para a Guitar World, Jones afirmou que usa um sintetizador Access Virus ligado a um Mong Taurus (pedal sintetizador de baixo). Como exemplo, o Access V.B. pode ser escutado na introdução das músicas "Reflection" e "The Grudge".